# Prasocuris ovalis
Prasocuris ovalis är en skalbaggsart som beskrevs av Willis Blatchley 1910. Prasocuris ovalis ingår i släktet Prasocuris och familjen bladbaggar. Inga underarter finns listade i Catalogue of Life.